# Aérodrome de Verviers-Theux
 (décembre 2013).
 (janvier 2013).
L'aérodrome de Verviers-Theux ou aérodrome du Laboru (Code OACI : EBTX), est un aérodrome privé, situé en Wallonie dans la commune de Theux, en province de Liège (Belgique), et essentiellement dévolu au vol à voile et à l'aviation légère. Il est géré par le conseil d'administration du club Royal Verviers Aviation ASBL.
C'est le seul club belge de vol à voile où les vélivoles pratiquent régulièrement le vol d'onde, qui permet d'atteindre des altitudes très élevées — supérieures à 4000 mètres — sans l'aide des altocumulus.

## Historique
- En 1931, premier planeur du club, un SABCA
- En 1948, le club possède un Piper J3 (65 ch), un Ercoupe, un J3 et un Luscombe
- En 1952, la flotte se compose de 8 planeurs : 1 SG-38, 3 Grünau, 1 Bussard, 1 Olympia, 1 Sohaj et un Bergfalke biplace
- Le permis d'exploitation est daté du 3 juillet 1953 et parle d'une piste de 575 mètres.
- Le Club prend le nom en 1956 de Royal Verviers Aviation.
- En 1959 Marcel Cartigny réalise le premier vol de 500 km de Theux à la Normandie en Jaskolka, ainsi que le premier triangle de 100 km: Theux, Lammersdorf, Saint-Vith. Il devient le premier pilote belge à obtenir le brevet F avec 3 diamants.
- 1959 voit la construction du hangar Cartigny.
- En 1976 la piste est portée à 735 m.
- En 1988, le cinéaste Jean-Jacques Andrien tourne de nombreuses scènes de son film Australia
  - Tchéky Karyo, pour les besoins du film, apprit à piloter un planeur sous la houlette du chef instructeur actuel, Michel Nizet[2].

## Caractéristiques
- Code aérodrome OACI : EBTX[3]
- Fréquence : 119.00 Mhz[3]
- Piste : RWY : 06/24[4] - QFU : 063° / 243°[3]
- Piste en herbe : sur 732 m de long et 22 m de large[3]
  - Altitude : 335 m - 1099 ft[3]
  - Résistance : 2000 kg[3]
- Altitude circuit: 2100 ft QNH
- Situé sur le plateau séparant Theux et Verviers.
- Coordonnées : 50° 33′ 09″ N, 5° 51′ 18″ E[3]
- VOR/DME : 
  - Olno (LNO - 112.8 MHz) 111°/6Nm
  - Sprimont (SPI - 113.1 MHz) 077°/9Nm
- Liaisons routières : autoroute E42/E421 à 1 km
- Hangar à avions
- Hangar à ULM
- Hangar à planeur

## Flotte

### Avions du RVA
- OO-LVZ    Piper Cub PA.18
- OO-MFS   Motoplaneur SF25C Falke
- OO-VMS   Robin DR.400,
- OO-19       Jodel  112 40 cv (Bébé)
- OO-ARZ    Diamond DA20-100 Katana,
- OO-VVH    PA18 super cub
- OO-VVB    PA18 super cub  (en cours de restauration)
- OO-DRI    Cessna 152

### Avions privés
- F-PJMK    RV8
- F-PTRB     Dyn'Aero MCR.01
- F-GAXB    HR 2160 Robin
- OO-RAC   Jodel  D120

### ULM Club
- 62 APW   FK9 Mark IV

### Planeurs club
- OO-ZAS   Ka-8
- D-0448     Ka-8
- OO-ZMD   Ka-7
- OO-ZMT   Ka-6 CR
- OO-ZOQ   Ka-6 E
- OO-YMB    Ka-13
- OO-ZYB    Club Libelle
- OO-CHM   Twin Astir
- OO-ZCJ    Cirrus
- OO-ZXR    Discus
- D-5232     Discus
- OO-LIT     Ventus
- OO-ZXC    Discus

### Planeurs privés
- OO-ZNG   Speed Astir
- OO-ZPF   Speed Astir
- OO-YJH    LS8
- OO-NZT   ASW20
- OO-YLL    Janus